# Eumonocentrus lamborni
Eumonocentrus lamborni är en insektsart som beskrevs av William Lucas Distant. Eumonocentrus lamborni ingår i släktet Eumonocentrus och familjen hornstritar. Inga underarter finns listade i Catalogue of Life.